# Adrian Foster
Adrian Foster (* 15. Januar 1982 in Lethbridge, Alberta) ist ein ehemaliger kanadischer Eishockeyspieler, der im Verlauf seiner aktiven Karriere zwischen 1999 und 2014 unter anderem über 200 Spiele in der American Hockey League (AHL) auf der Position des Centers bestritten hat. Darüber hinaus war Foster für die Frankfurt Lions, Straubing Tigers und Grizzly Adams Wolfsburg in der Deutschen Eishockey Liga (DEL) aktiv.

## Karriere
Foster begann seine Karriere als Eishockeyspieler in der kanadischen Juniorenliga Western Hockey League (WHL), in der er von 1999 bis 2002 für die Saskatoon Blades und Brandon Wheat Kings aktiv war. In diesem Zeitraum wurde er im NHL Entry Draft 2001 in der ersten Runde als insgesamt 28. Spieler von den New Jersey Devils aus der National Hockey League (NHL) ausgewählt, für die er allerdings nie spielte. Stattdessen lief der Angreifer vier Jahre lang für deren Farmteam, die Albany River Rats, aus der American Hockey League (AHL) auf. Als New Jersey die Lowell Devils als neues AHL-Farmteam übernahmen, wechselte auch er innerhalb der AHL nach Lowell.
Nachdem Foster in der Saison 2007/08 für die Houston Aeros in der AHL aktiv gewesen war, wechselte er zur folgenden Spielzeit zum EC Red Bull Salzburg aus der österreichischen Erste Bank Eishockey Liga (EBEL), mit dem er in den Finalspielen um die Meisterschaft am EC KAC scheiterte. Im Sommer 2009 nahm er an einem Trainingslager der Philadelphia Flyers teil, konnte aber keinen Vertragsabschluss erreichen. Daraufhin unterschrieb der US-Amerikaner einen Probevertrag bei Dinamo Riga aus der Kontinentalen Hockey-Liga (KHL), die diesen aber nicht verlängerten. Am 26. Januar 2010 gaben die Frankfurt Lions aus der Deutschen Eishockey Liga (DEL) bekannt, den Center für den Rest der Saison 2009/10 verpflichtet zu haben.
Anschließend absolvierte Foster in der Spielzeit 2010/11 zunächst sieben Spiele für den Örebro HK in der schwedischen HockeyAllsvenskan, wechselte er im Januar 2011 zu den Straubing Tigers in die DEL zurück. Die Saison 2011/12 startete Foster zunächst in der AHL bei den Lake Erie Monsters, bevor er zu den Grizzly Adams Wolfsburg in die DEL wechselte. Dort erhielt er nach Saisonende 2012 keinen neuen Vertrag, woraufhin er abermals nach Nordamerika zurückkehrte. Dort war er zwei Spielzeiten lang in der ECHL für die Idaho Steelheads und San Francisco Bulls aktiv. Danach trat er zwischen 2014 und 2016 nur noch im kanadischen Amateur-Eishockey in Erscheinung.

## Erfolge und Auszeichnungen
- 1999 Rogers-Wireless-Cup-Gewinn mit den Calgary Canucks
- 2009 Österreichischer Vizemeister mit dem EC Red Bull Salzburg

## Karrierestatistik
(Legende zur Spielerstatistik: Sp oder GP = absolvierte Spiele; T oder G = erzielte Tore; V oder A = erzielte Assists; Pkt oder Pts = erzielte Scorerpunkte; SM oder PIM = erhaltene Strafminuten; +/− = Plus/Minus-Bilanz; PP = erzielte Überzahltore; SH = erzielte Unterzahltore; GW = erzielte Siegtore; 1 Play-downs/Relegation; Kursiv: Statistik nicht vollständig)